# アクアネット広島

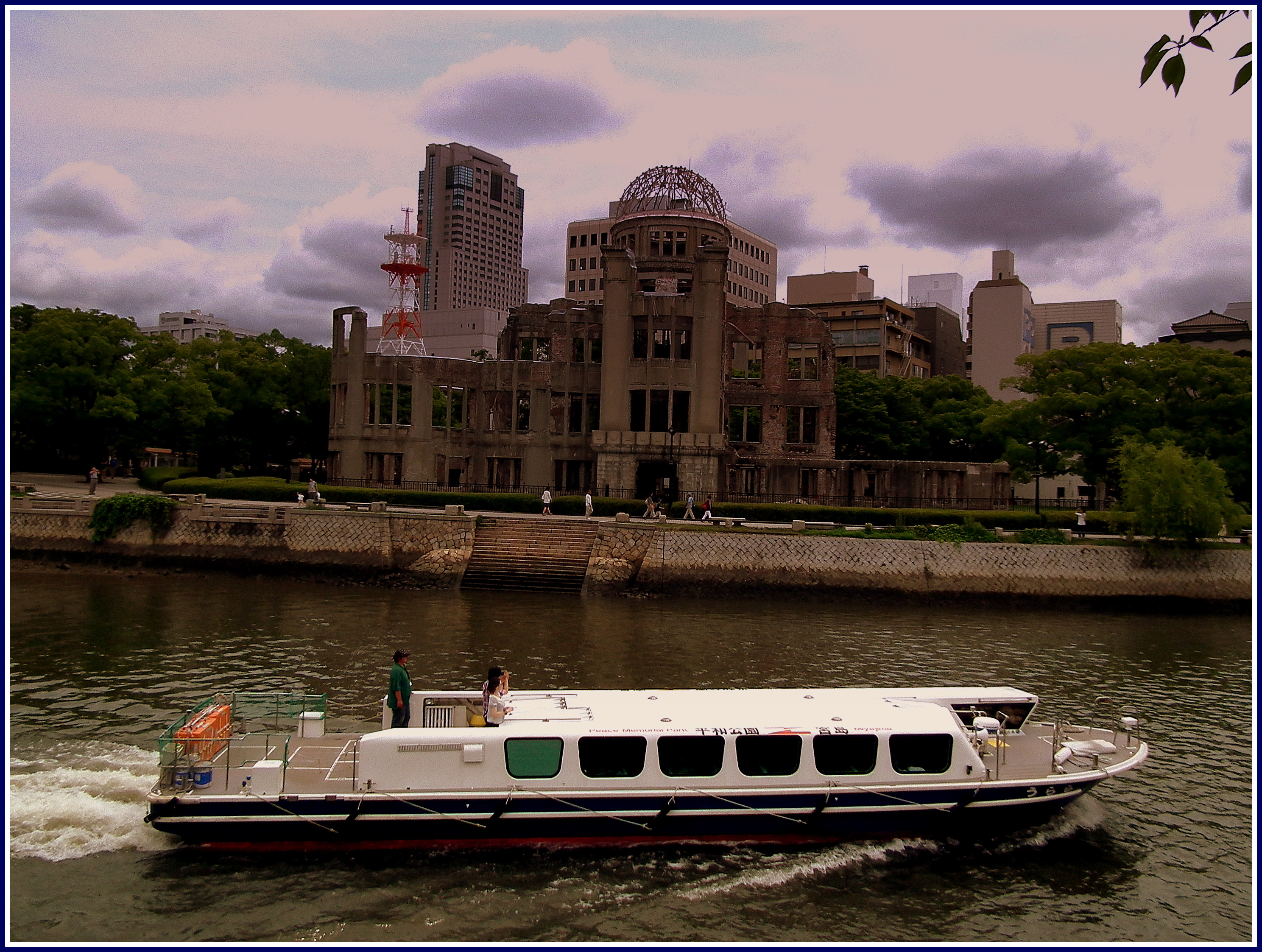
世界遺産航路「うらら」号と原爆ドーム

アクアネット広島（アクアネットひろしま）は、広島県広島市中区に本社を置く海運会社。

## 概要
1989年から、第三セクター「広島リバークルーズ」が河川遊覧船を運航していたが、2002年2月に運航を停止し、3月に解散。同年6月に「アクアネット広島」が設立され、7月から河川遊覧船事業を引き継いだ（後に2016年設立の株式会社リバーシークルーズに事業譲渡）。
2003年から元安橋東詰の元安桟橋と廿日市市の厳島宮島港3号桟橋を結ぶ「世界遺産航路」の運航を不定期便として運航を始め、2005年からは定期船として事業を行うようになった。
2010年7月から宮島港3号桟橋と既存のJR西日本宮島フェリーおよび宮島松大汽船が発着する本土側「宮島口桟橋」よりも西にある「宮島口西桟橋」の間で定期船を運航していたが、利用客の低迷により2011年8月15日で休止していた。11月から運航日を土曜日・日曜日と祝日に限定して運航を再開した。
2014年3月から名称を「宮島行大鳥居遊覧航路」とし、定期便の運航を再開した。運航は毎日行っている。これに伴い、「宮島口西桟橋」から「大野桟橋」へ桟橋の名称を変更した。
2018年3月にマリーナホップと宮島を結ぶ航路の営業譲渡を受け、同4月より定期運航を引き継いだ。

## 航路
- ひろしま世界遺産航路
  - 元安桟橋 - 宮島港3号桟橋
- 宮島参拝遊覧船（予約制）
  - 宮島港3号桟橋 - 厳島神社大鳥居周回
- マリーナホップ宮島航路（2023年6月30日をもって定期運航を休止）
  - マリーナホップ - 宮島港3号桟橋
- 宮島口宮島航路
  - 宮島口桟橋（宮島口フェリー乗り場東） - 宮島港3号桟橋
- 大野宮島航路
  - 大野桟橋（宮島口西桟橋） - 宮島港3号桟橋